# 'Umrat al-qada'
La ʿumrat al-qaḍāʾ (in arabo عمرة القضاء‎?) fu la ʿumra che il 2 marzo 629 (nell'anno 7 del Egira) fu adempiuta dal profeta islamico Maometto e dai suoi duemila seguaci (uomini e donne) che lo avevano accompagnato alla volta della Mecca, dopo che lo stesso Maometto aveva l'anno precedente desistito (dopo affannose trattative dei Quraysh) dal suo proposito di compiere il "pellegrinaggio minore", dimostrando implicitamente la sua supremazia politica e militare sulla sua città natale e sul Hegiaz.

## Storia
Le trattative, chiosate dall'Accordo di al-Hudaybiyya, avevano stabilito che per l'anno 6 dell'Egira i musulmani, giunti armati malgrado protestassero un intento "pacifico", rinunciassero al loro proposito, tornando però l'anno successivo per la ʿumra (che allora si teneva nel mese lunare di Rajab). In tale occasione i Quraysh s'impegnavano a evacuare la città, per evitare motivi di contrasto tra pagani e musulmani. 
I Quraysh ottemperarono appieno all'Accordo e quindi quella ʿumra - chiamata ʿumrat al-qaḍāʾ - fu effettuata senza problemi nel corso di 3 giorni consecutivi nella città, abbandonata dai suoi abitanti che si limitarono a osservare la cerimonia dalle alture circostanti.
Il Corano in proposito scrive:
(Corano, XLVIII:27)